# کا-۱۲ (فیلم)
کا-۱۲ فیلم موزیکال فانتزی ترسناک به‌نویسندگی ملانی مارتینز و کارگردانی مارتینز با آلیسا توروینن می‌باشد.